# Takumi Narasaka
Takumi Narasaka (japanisch 奈良坂 巧 Narasaka, Takumi; * 6. Juli 2002 in der Präfektur Kanagawa) ist ein japanischer Fußballspieler.

## Karriere
Takumi Narasaka erlernte das Fußballspielen in den Jugendmannschaften vom Yokohama Sumire SC, JFC Futuro und dem Club Teatro, sowie in der Schulmannschaft der Toko Gakuen High School.  Von September 2020 bis Saisonende wurde er von der High School an den Zweitligisten FC Machida Zelvia ausgeliehen. Hier kam er jedoch nicht zum Einsatz. Nach Ende der Ausleihe wurde er von Machida fest unter Vertrag genommen. Der Verein aus Machida, einer Stadt in der Präfektur Tokio, spielte in der zweiten japanischen Liga, der J2 League. Sein Profidebüt gab Takumi Narasaka am 13. Juni 2021 (18. Spieltag) im Heimspiel gegen Blaublitz Akita. Hier wurde er in der 70. Minute für Kaishū Sano eingewechselt. Blaublitz gewann das Spiel mit 2:0. Bis Ende 2022 bestritt er drei Zweitligaspiele. Zu Beginn der Saison 2023 wechselte er auf Leihbasis zum Drittligisten Kamatamare Sanuki. Nach 33 Ligaspielen kehrte Narasaka erst Ende Januar 2024 zu dem mittlerweile in die erste Liga aufgestiegenen FC Machida Zelvia zurück, bevor er Mitte April erneut an Kamatamare Sanuki verliehen wurde. Im Januar 2025 kehrte er nach zehn Ligaspielen nach Machida zurück.